# Crissey
Crissey é uma comuna francesa na região administrativa de Borgonha-Franco-Condado, no departamento Saône-et-Loire. Estende-se por uma área de 10,97 km². Em 2010 a comuna tinha 2 537 habitantes (densidade: 231,3 hab./km²).